# 俄國二月革命
俄国二月革命是在1917年3月8日（儒略历2月23日）于俄罗斯帝国发生的民主革命，是俄国革命的序幕。为区别于第一次俄国革命，也称第二次俄国革命。革命结果是俄罗斯皇帝尼古拉二世被迫逊位，俄罗斯帝国灭亡。革命中皇帝失去权力，而且有大约一千五百至二千人在混乱中被杀或受重伤。继而统治俄国的新政府是自由主义者与资本主义者的政治联盟俄国临时政府，用以谋求政治改革及创造一个以民主选出的行政部门与立宪会议。

## 歷程

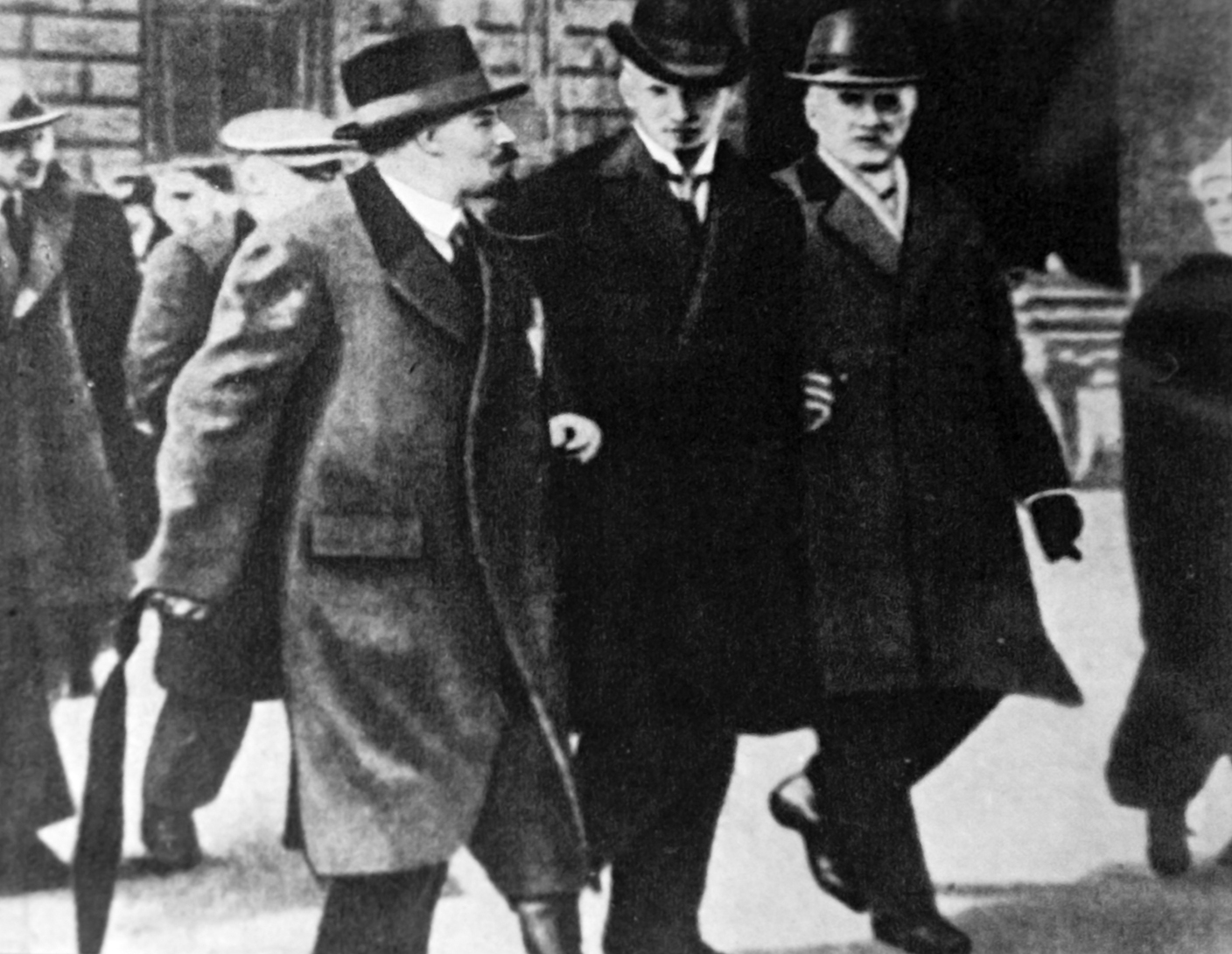
1917年3月，人在斯德哥爾摩的列寧與瑞典社會主義者圖雷·尼曼和卡爾·林德哈根會面。

1917年2月，在第一次世界大戰初期改名為「彼得格勒」的聖彼得堡，產業工人因食物短缺和工廠環境惡化而發動罷工，俄國二月革命爆發。隨著動亂蔓延至俄羅斯其他地區，擔心將會被暴力推翻的皇帝尼古拉二世退位。國家杜馬接管國家控制並建立俄國臨時政府，而俄羅斯帝國則轉變為新成立的俄羅斯共和國:136-138:253。列寧在瑞士中心聽聞這件事情後，他與其他持不同政見者共同慶祝:254-255。他決定返回俄羅斯以掌管布爾什維克，並開始撰寫自己對於布爾什維克的計畫概要；但由於軍事衝突持續進行，大部分進入國家的通道遭到封鎖。他與其他持不同政見者開始安排通行計畫，並和與俄羅斯正在交戰的德國展開談判。德國政府認識到這些持不同政見者將對俄羅斯敵軍造成問題，同意默許32名俄羅斯公民搭乘鐵路運輸列車，通過德國領土而前往俄羅斯，當中包括列寧及其妻子:139:255-256:109-110:386, 389-391:127-128。
這群成員從蘇黎世搭乘鐵路列車前往薩斯尼茨，之後改搭乘渡輪穿越德國邊境，而抵達瑞典特雷勒堡；在瑞典社會民主工人黨成員奧托·格日姆倫、圖雷·尼曼等人幫助下，列寧先後順利經過哈帕蘭達、托爾尼奧和赫爾辛基等斯堪地那維亞地區，最後搭乘鐵路列車抵達彼得格勒:140-144:257-260:110-113:391-392。1917年4月16日，乘坐鐵路列車的列寧到達彼得格勒芬蘭車站，針對布爾什維克支持者發表演講，當中譴責臨時政府，並再次呼籲遍布歐洲大陸的無產階級革命:144:261:113, 124:392:131-132。
在接下來數日，他在布爾什維克會議上演講，嚴厲批評計畫與孟什維克，並公開發表自己撰寫的著名報告《四月提綱》:266:131-132:132-135:143, 146-147。他公開譴責支持臨時政府的孟什維克、及在具影響力的彼得格勒蘇維埃占首要地位的社會革命黨，批評兩者背叛社會主義。他考慮到政府仍採取帝國主義的皇帝政治制度，提倡立即與德國和奧匈帝國恢復和平狀態、交由蘇維埃統治、工業和銀行國有化、及國家收歸土地，藉此建立無產階級政府和推動社會主義社會發展。相對地，孟什維克認為俄羅斯無法朝向社會主義轉變方向發展，並指責列寧試圖讓新興的共和國陷入內戰:266-268, 279:134-136:147-148。

## 革命爆发的原因
革命爆发的原因其中包括第一次世界大战对俄国经济的破坏，以及人民对沙俄政府专制统治的不满。 
当时尼古拉二世自任最高统帅，率领俄军在东线征战；他就把政府交由其妻亚历山德拉皇后与其他官员管理。而皇后寵信癲僧拉斯普京，於行政用人方面完全聽從其指揮，致令政府充满贪污，且因不斷更換各部會大臣致内政混乱。帝國內部從貴族到平民皆對皇后不滿並質疑其為德國間諜，加之俄国参战后之经济和物資配給上的问题，国家內部局势渐趋紧张。 
在第一次世界大戰中，由于俄国加入了协约国一方。并且，应协约国的多次要求，为了配合西线战事，俄军多次主动发起攻击，迎击德国、奥匈帝国以及南方的奥斯曼帝国。俄军最初略有小胜，但面对着多线作战的窘迫局面，遭受严重挫败，例如在东普鲁士大败于德军。工厂产量下跌、铁路系统欠缺效率以及后勤保障极其不力是俄国数次失利的原因。同时，俄军战术战法陈旧落后，军队领导人将私人恩怨带入战场，导致开战后俄军即遭惨败。后来应时任英國海军大臣的丘吉尔要求，为了配合英军的登陆作战和缓解西线压力，俄军发动了夏季攻势，遭到重大损失，人员俘虏达100多万，国内统治岌岌可危。
到了战争后期，俄军有超过一百七十万士兵陣亡，五百九十万人受伤。逃兵者众多，将领与军官能力平庸，以致整体士气低落。某些部队出战时，竟然没有充足的弹药与其武器相配。俄国后方则有严重饥荒，物资短缺。基于德军的猛攻与边境封锁，俄国经济最终被拖垮。拥有一些自由派成员的杜马（指具諮議及立法功能的俄國議會）向尼古拉二世建议组成类似1905年俄国革命后建立、不久后被他取消的君主立宪政府，但被他拒绝。

## 彼得格勒暴動
1917年2月寒冬、食物短缺、民不聊生，加上经济崩溃，大众起义的诱因业已齐备。圣彼得堡25万驻军，主体是后备役部队。当时后备役管理混乱，一个连高達1350多人，卻只有一个低级军官管理。后来又调进来好几支哥薩克部队。而忠于皇帝的近卫军在前线。尼古拉二世下令从前线调回来25个团的近卫骑兵军到圣彼得堡，把圣彼得堡的乱军拉出去到附近其他城市进行进一步整编。彼得堡市长和驻军司令一听骑兵要来，还得准备场地养马喂马，嫌花钱费事；加上附近城市听说要把乱军拉来自己这里，肯定是花钱还要扰民，所以就各种不配合，政府公文互相写了好几个月推卸责任，调近卫军入首都一事始终无法启动。
3月3日，圣彼得堡的大型工厂普提洛夫工厂工人宣布罢工。罢工工人被解雇，引致其他工厂的罢工。由于有些示威者要求增加面包供应，部分该厂的工人找到继续罢工的理由。虽然示威者偶尔与政府军队有冲突，但首天没有人死伤。在往后几天，罢工工人雲集在圣彼得堡，局势渐趋紧张。3月8日，示威者为庆祝国际妇女节而举办一连串聚会与集会，并渐渐把活动政治化。参与者首次使用在俄国较为令人敏感的口号，例如“反对战争！”与“结束专政！”等。二月革命终于爆发。这次，警民冲突，引致双方互有死伤。示威者准备好武器，抢掠警方的总部。
3月10日，尼古拉二世政府派出一大队士兵掃蕩该城。士兵最初拥护政府，杀害了不少示威者。由于俄罗斯工厂主的大部，工人阶层的相当部分都是旧礼仪派教徒出身，所以同样信奉旧教的哥薩克军队除了1905年那次之外，几乎没有参与过镇压工人游行的事情，当时有几个哥薩克大首领特意请求尼古拉二世不要把哥薩克部队投入镇压工人游行。但后来哥薩克军队开始袭击警察导致秩序大乱，加上有九万后备役驻军哗变攻击监狱和政府机构。这个时候，皇帝深感不安，于是解散了杜马，并下令选出一个临时委员会。

## 皇帝退位
尼古拉二世得悉彼得格勒的示威，并决定乘火车到彼得格勒维持大局，以期改善情况。然而，他返国的真正原因不只於此，主要是因為他的子女們染上麻疹，包括他的唯一兒子阿列克谢皇太子，故此皇帝返回该城市附近的普希金市沙皇村陪伴太子與公主們。不过，当他到达目的地之时，迎接他的将领都异口同声劝他退位。
3月15日 （儒略历3月2日） ，尼古拉二世宣布与他的儿子退位，并提名其弟米哈伊尔大公继承帝位。但是，由于彼得格勒内的所有军队站在示威者的一方，大公在3月17日拒绝登基，俄罗斯帝国就此灭亡。從1917年2月28日的二月革命推翻皇帝後，俄羅斯的政體成為二元制。

## 拓展連接
- 1917年俄国革命
- 十月革命
- 俄国白军
- 俄罗斯临时政府
- 布尔什维克
- 孟什维克
- 苏联红军